# Alexandros z Antiochie
Alexandros z Antiochie (řecky Ἀλέξανδρος; 2.–1. století př. n. l.) byl řecký sochař helénistického období.

## Život
Alexandros byl pravděpodobně toulavým umělcem, který pracoval za provizi. Podle nápisů ve starověkém městě Thespiae v blízkosti hory Helicon v Řecku byl vítězem soutěží ve skladbě a zpěvu. Nápisy se datují kolem roku 80 př. n. l. Jméno jeho otce bylo podle všech nápisů Menides. Předpokládá se, že Alexandros vytvořil sochu Alexandra Velikého, která je také vystavena v muzeu Louvre. Tato socha byla objevena na řeckém ostrově Milos. Jeho data narození a smrti nejsou známa.
Nejznámější je dnes jako pravděpodobný autor Venuše Mélské v muzeu Louvre v Paříži, Francie . Jeho jméno bylo vyryto do chybějícího soklu, který byl součástí sochy, ale byl odstraněn a „ztracen“ kvůli národní hrdosti a muzejní strategii v Louvru ve 20. letech 19. století. Nápis a styl písma zpochybnily tvrzení, že socha byla originálem sochaře Praxitela z Attiky.